# Loisail
Loisail és un municipi francès situat al departament de l'Orne i a la regió de Normandia. L'any 2007 tenia 133 habitants.

## Demografia
El 2007 la població de fet de Loisail era de 133 persones. El 2007 hi havia 72 habitatges: 58 habitatges principals, 12 segones residències i 2 desocupats. La població ha evolucionat segons el següent gràfic:

## Economia
El 2007 la població en edat de treballar era de 90 persones, de les quals 60 eren actives. L'any 2000 hi havia quatre explotacions agrícoles.